# Schmiedrued
Schmiedrued es una comuna suiza del cantón de Argovia, ubicada en el distrito de Kulm. Limita al norte con la comuna de Oberkulm, al este con Gontenschwil, al sureste con Rickenbach (LU), al sur con Schlierbach (LU), al suroeste con Triengen (LU), al oeste con Moosleerau y Kirchleerau, y al noroeste con Schlossrued.